# 花面蝠屬
花面蝠屬（学名：Anthops），哺乳綱、翼手目、菊頭蝠科的一屬，而與花面蝠屬（花面蝠）同科的動物尚有三叉蹄蝠屬（三叉蹄蝠）、三葉蹄蝠屬（三葉蹄蝠）等之數種哺乳動物。

## 下属物种
- 花面蝠 (花顔蝠) - Anthops ornatus Thomas, 1888